# Fate/tiger colosseum
Fate/tiger colosseum (フェイト/タイガーころしあむ, Feito/taigā koroshiamu) est un jeu vidéo de combat 3D pour la PSP développé par cavia, inc. et édité par Capcom en collaboration avec TYPE-MOON. Sorti au Japon le 13 septembre 2007, il est basé sur le visual novel Fate/stay night,. Les personnages sont tous rendus dans un style SD.
Une suite, Fate/tiger colosseum Upper, est sortie le 28 août 2008,.

## Intrigue
Shirō Emiya est un étudiant du secondaire, un jour, il assiste malheureusement à un étrange affrontement entre deux guerriers féroces. Cet événement changea sa vie, qui en fait, l'impliquera dans la bataille pour la conquête du Saint Graal à laquelle il sera assisté par la Servant Saber. Si, d'abord, ses compétences en tant que mage sont très médiocres, grâce à Rin Tōsaka et son Servant Archer il apprend une technique unique qui lui permet de se battre à l'avant-garde. Cependant, d'autres personnes sont également impliquées dans cette guerre comme son amie d'enfance, Sakura Matō, le frère de Sakura, Shinji, et leur enseignante Taiga Fujimura.

## Personnages jouables
Fate/tiger colosseum
La plupart des personnages Fate/stay night, ainsi que les personnages principaux  Fate/hollow ataraxia, apparaissent comme des personnages jouables,:
| - Shirō Emiya (衛宮 士郎, Emiya Shirō) - Saber (セイバー, Seibā) - Saber Lion (セイバーライオン, Seibā Raion) - Une forme de Saber en costume de lion. - Saber Alter (セイバー・オルタナティブ, Seibā Orutanatibu) - Rin Tōsaka (遠坂 凛, Tōsaka Rin) - Archer (アーチャー, Āchā) - Sakura Matō (間桐 桜, Matō Sakura) - Dark Sakura (黒桜, Kuro Sakura) - Rider (ライダー, Raidā) - Shinji Matō (間桐 慎二, Matō Shinji) - Taiga Fujimura (藤村 大河, Fujimura Taiga) - Lancer (ランサー, Ransā) | - Illyasviel von Einzbern (イリヤスフィール・フォン・アインツベルン, Iriyasufīru fon Aintsuberun) - Berserker (バーサーカー, Bāsākā) - Kirei Kotomine (言峰 綺礼, Kotomine Kirei) - Gilgamesh (ギルガメッシュ, Girugamesshu) - True Assassin (真アサシン, Shin Asashin) - Sōichirō Kuzuki (葛木 宗一郎, Kuzuki Sōichirō) - Caster (キャスター, Kyasutā) - Assassin (アサシン, Asashin) - Caren Hortensia (カレン・オルテンシア, Karen Orutenshia) - Bazett Fraga McRemitz (バゼット・フラガ・マクレミッツ, Bazetto Furaga MakuRemittsu) |

Beaucoup de ces personnages sont cachés et peuvent être débloqués en complétant le « mode histoire » selon la difficulté choisie. Un personnage bonus a également été vu comme un nouvel ajout à la liste des personnages. Ce personnage a été révélé comme étant Saber vêtue d'un costume de lion (pour représenter son animal préféré) brandissant un morceau de viande. 
Fate/tiger colosseum Upper
| - Kiritsugu Emiya (衛宮 切嗣, Emiya Kiritsugu) (de Fate/Zero) - Irisviel von Einzbern (アイリスフィール・フォン・アインツベルン, Airisufīru fon Aintsuberun) (de Fate/Zero) - Avenger (アヴェンジャー, Avenjā) - Neco-Arc (ネコアルク, Neko-Aruku) (de Tsukihime) - Deutéragoniste de tiger colosseum Upper. | - Phantas-Moon (ファンタズムーン, Fantazu Mūn) - Ruby-chan/Magical-Amber (マジカルアンバー, Majikaru Anbā) - Magical-Caren (マジカルカレン, Majikaru Karen) - Une forme magical girl de Caren avec un sac en papier sur la tête et l'antagoniste de tiger colosseum Upper. - Kaleido-Ruby (カレイドルビー, Kareido Rubī) - Une forme magical girl de Rin Tōsaka. |

## Accueil
Fate/tiger colosseum a été le 4e jeu le plus vendu lors de sa semaine de sortie au Japon selon les sources du Media Create Weekly Ranking, vendant 54 880 exemplaires. Il est ensuite passé à la 3e place avec 64 530 exemplaires vendus.
Fate/tiger colosseum a reçu un score de 25 sur 40 (7/6/6/6) du Famitsu tandis que sa suite Fate/tiger colosseum Upper a reçu des notes de 70/70/70/60 du Dengeki.